# Philippi-Gletscher (Antarktika)
Der Philippi-Gletscher ist ein 25 km langer Gletscher im ostantarktischen Kaiser-Wilhelm-II.-Land. Er fließt in nördlicher Richtung zum östlichen Ende des West-Schelfeises, das er 25 km westlich des Gaußbergs erreicht.
Luftaufnahmen der US-amerikanischen Operation Highjump (1946–1947) dienten seiner Kartierung. Das Antarctic Names Committee of Australia benannte ihn nach dem deutschen Geologen Emil Philippi (1871–1910), einem Mitglied der Gauß-Expedition (1901–1903) unter der Leitung Erich von Drygalskis, der bei dieser Forschungsreise unter anderem in der Umgebung des Gaußbergs tätig war.
Im Jahr 1986 forderte der Flugunfall am Philippi-Gletscher sechs Todesopfer.